# Élections législatives de 1849 dans l'Aisne
Les élections législatives françaises de 1849 se déroulent les 13 et 14 mai 1849. Dans le département de l'Aisne, douze députés sont à élire dans le cadre d'un scrutin de liste majoritaire.

## Mode de scrutin
Ces élections se sont déroulées au scrutin de liste majoritaire départemental à un tour, en application des dispositions de la loi électorale du 15 mars 1849 : la liste arrivée en tête remporte l'intégralité des sièges à pourvoir dans le département. Les candidatures multiples sont autorisées : un même candidat peut se présenter dans plusieurs départements différents.

## Élus
| Député                                     | Parti / Groupe / Idéologie | Parti / Groupe / Idéologie |
| ------------------------------------------ | -------------------------- | -------------------------- |
| M. Odilon Barrot                           |                            | Droite                     |
| M. Quentin Bauchart                        |                            | Bonapartiste               |
| M. Charles Broquart des Bussières          |                            | Droite                     |
| M. Étienne de Cambacérès                   |                            | Bonapartiste               |
| M. Albert Debrotonne                       |                            | Droite                     |
| M. Camille Godelle                         |                            | Bonapartiste               |
| M. Ernest André Marie Constant Hébert      |                            | Droite                     |
| M. Antoine Fouquier d'Hérouel              |                            | Bonapartiste               |
| M. François de Clerc de Ladévèze           |                            | Droite                     |
| M. Auguste Jean Alexandre Law de Lauriston |                            | Droite                     |
| M. Armand Lherbette                        |                            | Droite                     |
| M. Alphonse Paillet                        |                            | Droite                     |

## Résultats

### Résultats à l'échelle du département
Trois listes s'opposent durant cette élection: la liste socialiste pour la Montagne, la liste des amis de la Révolution pour les Républicains modérés et la liste du Comité départemental pour le Parti de l'Ordre.
| Candidat    | Candidat                      | Parti                | Tour unique | Tour unique | Moyenne par liste | Moyenne par liste | Sièges |
| Candidat    | Candidat                      | Parti                | Voix        | %           | Voix              | %                 | Sièges |
| ----------- | ----------------------------- | -------------------- | ----------- | ----------- | ----------------- | ----------------- | ------ |
|             | Armand Lherbette              | Droite               | 71 929      | 63,77       |                   |                   | 1      |
|             | Quentin Bauchart              | Bonapartiste         | 64 544      | 57,22       |                   |                   | 1      |
|             | Odilon Barrot                 | Droite               | 63 782      | 56,55       |                   |                   | 1      |
|             | Albert Debrotonne             | Droite               | 62 619      | 55,52       |                   |                   | 1      |
|             | Étienne de Cambacérès         | Bonapartiste         | 62 287      | 55,22       |                   |                   | 1      |
|             | Alphonse Paillet              | Droite               | 59 850      | 53,06       |                   |                   | 1      |
|             | Antoine Fouquier d'Hérouel    | Bonapartiste         | 59 837      | 53,05       |                   |                   | 1      |
|             | François de Clerc de Ladévèze | Droite               | 58 907      | 52,22       |                   |                   | 1      |
|             | Ernest Hébert                 | Droite               | 57 513      | 50,99       |                   |                   | 1      |
|             | Camille Godelle               | Bonapartiste         | 57 464      | 50,95       |                   |                   | 1      |
|             | Auguste de Lauriston          | Droite               | 55 216      | 48,95       |                   |                   | 1      |
|             | Charles des Bussières         | Droite               | 51 096      | 45,30       |                   |                   | 1      |
|             | Parti de l'Ordre              | Parti de l'Ordre     | 725 044     | -           | 60 420            | 53,57             | 12     |
|             |                               |                      |             |             |                   |                   |        |
|             | Antoine Mennesson             | Montagne             | 43 462      | 38,53       |                   |                   | 0      |
|             | Alexandre Chaseray            | Montagne             | 39 017      | 34,59       |                   |                   | 0      |
|             | Antony Blanc                  | Montagne             | 36 113      | 32,02       |                   |                   | 0      |
|             | Alexandre Ledru-Rollin        | Montagne             | 35 966      | 31,89       |                   |                   | 0      |
|             | Jean-Louis Lambert            | Montagne             | 32 866      | 29,14       |                   |                   | 0      |
|             | Louis Mahue                   | Montagne             | 32 288      | 28,63       |                   |                   | 0      |
|             | Edouard Delporte              | Montagne             | 31 876      | 28,26       |                   |                   | 0      |
|             | Alfred Bligny                 | Montagne             | 31 705      | 28,11       |                   |                   | 0      |
|             | Antoine Legrand               | Montagne             | 31 420      | 27,86       |                   |                   | 0      |
|             | M. Gosse                      | Montagne             | 27 666      | 24,53       |                   |                   | 0      |
|             | Oromaze Bourcier              | Montagne             | 26 337      | 23,35       |                   |                   | 0      |
|             | M. Vivet                      | Montagne             | 25 734      | 22,81       |                   |                   | 0      |
|             | Montagne                      | Montagne             | 394 450     | -           | 32 871            | 29,14             | 0      |
|             |                               |                      |             |             |                   |                   |        |
|             | Edmond de Tillancourt         | Républicain modéré   | 17 689      | 15,68       |                   |                   | 0      |
|             | Maxime Lemaire                | Droite               | 15 838      | 14,04       |                   |                   | 0      |
|             | Toussaint Plocq               | Républicain modéré   | 13 109      | 11,62       |                   |                   | 0      |
|             | Simon Cocu                    | Républicain modéré   | 12 700      | 11,26       |                   |                   | 0      |
|             | Alfred Mallet                 | Républicain modéré   | 11 128      | 9,87        |                   |                   | 0      |
|             | Henri Martin                  | Républicain modéré   | 10 431      | 9,25        |                   |                   | 0      |
|             | M. Touret                     | Républicain modéré   | 9 428       | 8,36        |                   |                   | 0      |
|             | M. Vaulabelle                 | Républicain modéré   | 8 369       | 7,42        |                   |                   | 0      |
|             | M. Meuret                     | Républicain modéré   | 6 326       | 5,61        |                   |                   | 0      |
|             | M. Landouzy                   | Républicain modéré   | 3 896       | 3,45        |                   |                   | 0      |
|             | Républicains modérés          | Républicains modérés | 108 914     | -           | 10 891            | 9,66              | 0      |
|             |                               |                      |             |             |                   |                   |        |
| Inscrits    | Inscrits                      | Inscrits             | 160 698     | 100,00      |                   |                   |        |
| Abstentions | Abstentions                   | Abstentions          | 47 903      | 29,81       |                   |                   |        |
| Votants     | Votants                       | Votants              | 121 975     | 70,19       |                   |                   |        |

## Rappel des résultats départementaux des élections de 1848

### Élus en 1848
| Député                            | Parti / Groupe / Idéologie | Parti / Groupe / Idéologie |
| --------------------------------- | -------------------------- | -------------------------- |
| M. Odilon Barrot                  |                            | Droite                     |
| M. Quentin Bauchart               |                            | Droite                     |
| M. Joseph Baudelot                |                            | Droite                     |
| M. Albert Debrotonne              |                            | Droite                     |
| M. Louis Prosper Desabes          |                            | Centre droit               |
| M. Théophile Dufour               |                            | Républicains modérés       |
| M. Maxime Lemaire                 |                            | Droite                     |
| M. Jules Leproux                  |                            | Républicains modérés       |
| M. Armand Lherbette               |                            | Droite                     |
| M. Louis Nachet                   |                            | Droite                     |
| M. Toussaint Plocq                |                            | Droite                     |
| M. Théodore Quinette de Rochemont |                            | Centre                     |
| M. Edmond de Tillancourt          |                            | Républicains modérés       |
| M. Alexandre-François Vivien      |                            | Droite                     |